# Quadrophenia (film)

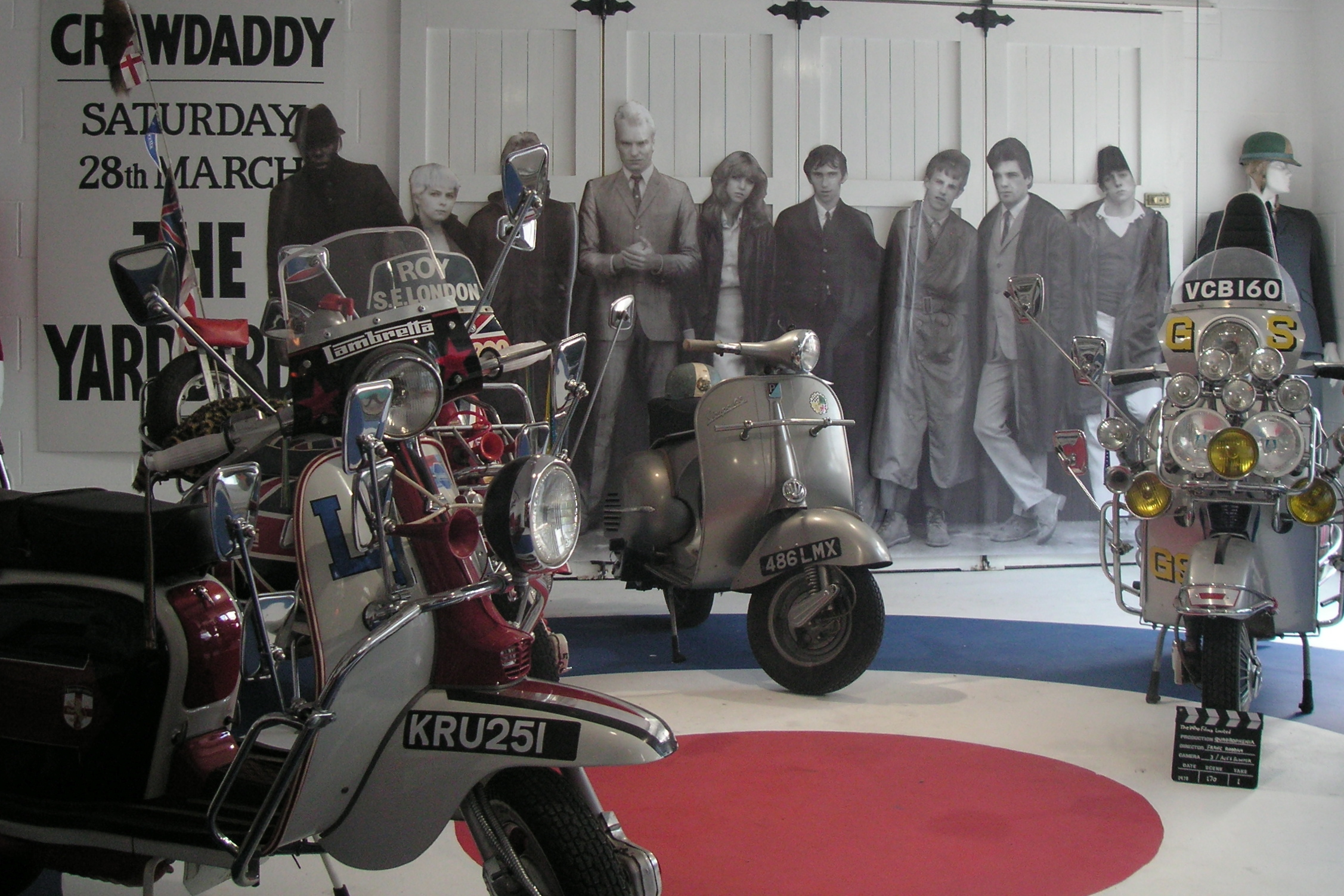
Tentoonstelling naar aanleiding van Quadrophenia

Quadrophenia is een musical-film uit 1979, gebaseerd op de rockopera "Quadrophenia", die in 1973 door de Britse rockband The Who uitgegeven werd. De film was het regiedebuut van Franc Roddam. De film draait om de hoofdpersoon Jimmy, een mod, gespeeld door Phil Daniels. Andere acteurs uit de film zijn: Toyah Willcox, Mark Wingett, John Altman, Leslie Ash, Ray Winstone, Michael Elphick en Sting.
In 2004 benoemde het tijdschrift Total Film de film "Quadrophenia" tot de 35e beste Britse Film aller tijden.

## Verhaallijn
Het is 1964 in Londen en Jimmy is een lid van een Mod-beweging (goedgeklede jongemannen die op Vespa- en Lambretta'sbrommers rijden). De Mods zijn de tegenhangers van de Rockers, waarmee zij altijd in de clinch liggen. De Rockers gaan gekleed in zwart leder en rijden op motorfietsen. Gedesillusioneerd door zijn ouders en een doodlopende baan op een reclamebureau, vindt Jimmy alleen een uitlaatklep voor zijn tienerangst bij zijn mod-vrienden Dave, Chalky en Spider. Een driedaagse vakantie geeft beide bendes een excuus om elkaar te treffen in het aan zee liggende Brighton. De film is een reflectie van het proto-punkerige, voor-Thatcherige Groot-Brittannië. Het laat goed het met amfetamine gevulde narcisme van de kelderjeugd uit de jaren zestig zien. Een centraal motief in de film speelt het idee van twee bendes (Mods vs. Rockers) in die tijd, dat uiteindelijk escaleert tot een bloedig gevecht op een strand in Brighton. Deze gebeurtenis was overigens gebaseerd op een werkelijk gebeurd gevecht.

### Het einde
In het overbekende einde van "Quadrophenia" lijkt het erop dat Jimmy zichzelf van een klif laat afdrijven als een vorm van zelfmoord. Hoewel Jimmy niet echt te zien is in deze scène, ziet men de scooter door de lucht vliegen en op de rotsen kletteren. Deze gebeurtenis heeft een flink debat los doen barsten of deze Jimmy al dan niet dood zou zijn. Het gemiddelde antwoord is dat Jimmy van zijn scooter moet zijn gesprongen, vlak voordat hij dood had kunnen vallen. Verschillende acteurs hebben gezegd dat het de openingsscène van de film gelijk is aan het einde. Hierin is te zien dat Jimmy ongedeerd (en zonder scooter) wegloopt van de klif. Het geroezemoes over de eindscène van de film is grotendeels misplaatst, omdat de hoofdfiguur duidelijk in een oogwenk op de top van de klif (helemaal ongedeerd) te zien is, terwijl de scooter door de lucht zweeft. De openingsscène is inderdaad Jimmy die terugloopt naar de overhang vanaf de klif. Symbolisch gezien heeft hij de modcultuur bij het grof vuil gezet (en daarbij de scooter van de Ace Face). Daarbij komt hij erachter dat de Ace Face niet is wat hij blijkt te zijn. Jimmy realiseert zich op deze manier dat het hele mod-zijn gebaseerd is op fragiele fundamenten.

## Rolverdeling
| Acteur        | Personage                    |
| ------------- | ---------------------------- |
| Hoofdrollen   |                              |
| Phil Daniels  | James Michael 'Jimmy' Cooper |
| Leslie Aash   | Steph                        |
| Philip Davis  | Chalky                       |
| Mark Wingett  | Dave                         |
| Kate Williams | Jimmy's moeder               |
| Sting         | Ace Face                     |
| Timothy Spall | Harry, de filmoperateur      |

## Nasleep
De film werd vrij negatief door de critici ontvangen en werd afgewezen vanwege grote hoeveelheden seks, geweld, geroddel en drugsmisbruik, omdat dat in die tijd vrij ongewoon was. Ook kreeg "Quadrophenia" een naam omdat er veel kinderen waren die erheen gingen om de film te zien, terwijl ze te jong waren. Desalniettemin, vandaag de dag wordt de film beschouwd als een cult-klassieker en als een realistische reflectie van de jeugdcultuur in de jaren zestig. Velen hebben inmiddels dan ook Phil Daniels' optreden geprezen.
De film had verder een grote invloed op de korte mod-revival (heropleving van de mods) in de muziek- en modewereld. Deze revival maakte de weg vrij voor een carrière voor bands als: Secret Affair, The Chords en The Lambrettas, die gebruik maakten van de populariteit van The Jam. Sting's optreden in de film gaf zijn band The Police ook een positieve zet in de rug, terwijl hun muziek totaal niet in overeenstemming is met de traditionele mod-smaak.

## Filmmuziek
1. The Who – I Am the Sea
2. The Who – The Real Me
3. The Who – I'm One
4. The Who – 5:15
5. The Who – Love Reign O'er Me
6. The Who – Bell Boy
7. The Who – I've Had Enough
8. The Who – Helpless Dancer
9. The Who – Doctor Jimmy
10. High Numbers – Zoot Suit
11. Cross Section – Hi Heel Sneakers
12. The Who – Get Out and Stay Out
13. The Who – Four Faces
14. The Who – Joker James
15. The Who – The Punk And the Godfather
16. James Brown – Night Train
17. The Kingsmen – Louie Louie
18. Booker T. & the MG's – Green Onions
19. The Cascades – Rhythm of the Rain
20. The Chiffons – He's so fine
21. The Ronettes – Be My Baby
22. The Crystals – Da doo ron ron
23. High Numbers – I'm the Face